# 2 Horas de Buenos Aires
Las 2 horas de Buenos Aires del Turismo Carretera fue una competencia especial de automovilismo de velocidad desarrollada por la mencionada categoría, durante la década del '90. Se trató de una competencia especial organizada por la Asociación Corredores de Turismo Carretera, consistente en una carrera de tripulaciones compuestas por dos pilotos (un titular y un invitado), pactada a dos horas de duración. El formato fue de carrera por relevos, debiendo cada piloto cumplir con una cierta cantidad de vueltas cada uno, para poder ser calificado.
Esta competencia tuvo un total de cuatro ediciones, habiéndose inaugurado en el año 1993 y tenido su última edición en el año 1996. El formato y estilo de desarrollo de esta competencia, sirvió también como antecedente para ACTC para el desarrollo futuro de otras competencias de características similares. Durante el desarrollo de esta competencia, se dieron situaciones como el debut de pilotos extranjeros, la reaparición de una mujer al volante de un Turismo Carretera y a su vez, sirvió para propiciar el debut de futuras figuras de la categoría y el primer triunfo de algunos de ellos. Todas las ediciones de esta competencia, se llevaron a cabo en el circuito n.º 12 del Autódromo Oscar Alfredo Gálvez de la Ciudad de Buenos Aires.

## Historia
Si bien la idea de organizar una competencia por relevos dentro del TC se había barajado en el año 1992, por iniciativa del piloto Luis Delconte, finalmente en 1993 ACTC logró concretar la propuesta, organizando una competencia especial por relevos de 2 horas de duración en el circuito n.º 12 del Autódromo Oscar Alfredo Gálvez, habitual escenario de las competencias organizadas por el TC en la Ciudad de Buenos Aires. La idea, se complementaba con el armado de binomios compuestos por los habituales pilotos que venían participando en la temporada, conocidos como "titulares", acompañados por pilotos invitados por estos últimos. De esta manera, tomó forma y fue presentada el 19 de septiembre de 1993, la competencia que fue bautizada como las 2 horas de Buenos Aires. Como requisito principal para la participación de estos pilotos, se dispuso una serie de pruebas de suficiencia por las cuales los aspirantes, no debían registrar tiempos superiores a los 2 minutos. En el caso de competidores con antecedentes en categorías nacionales, estos participaban directamente en la competencia.

### Escenario de situaciones particulares
Como se dijo al inicio, esta competencia sirvió como espacio especial para el debut en el TC de diferentes pilotos, muchos de los cuales continuaron su carrera como pilotos titulares. Al mismo tiempo, se dieron las particularidades de los debuts de pilotos invitados desde el extranjero y también, el caso del debut de una mujer en la categoría, luego de más de dos décadas sin participantes femeninas. Algunas de estas situaciones, se enumeran en la siguiente lista:
- En la edición de 1993, se produjo el debut de varios pilotos, sobresaliendo la presencia del estadounidense Dale Kreider, propietario del equipo Kreider Racing Enterprises de NASCAR que propició a comienzos de 1993 el debut de 6 pilotos argentinos en esta categoría. Kreider, fue invitado para esta competencia por el argentino Jorge Oyhanart, con quien compartió la conducción de un Ford Falcon. Otros pilotos que también hicieron su debut absoluto en la categoría fueron Daniel Cingolani, Guillermo Maldonado, Miguel Ángel Etchegaray, Pedro Comito, Eduardo García Blanco, Carlos Perini y Osvaldo Cao. De todos ellos, solo Cingolani y Etchegaray lograron concretar posteriormente participaciones en el TC como pilotos titulares.[1][2]

- En la edición de 1994 se repitieron los exámenes de suficiencia, los cuales permitieron una mayor cantidad de pilotos debutantes. En esta edición se dio la particularidad del debut con victoria de un piloto, siendo en este caso, uno de esos pilotos invitados. Al mismo tiempo, se daba en esta edición el debut de dos pilotos que a futuro, terminaron marcando la historia del TC por su rivalidad deportiva. Ellos fueron Guillermo Ortelli (quien a su vez fue el ganador de la competencia como invitado Fabián Acuña) y Omar Martínez (quién participó como invitado de José María Romero).[3][4] Junto a ellos también tuvieron su debut Fabián Hermoso, Nicolás Petrich, Fernando Cutini, Facundo Gil Bicella, Alejandro Spinella, Omar La Cortiglia, Héctor Acuña y Mario Bortot, entre los que rindieron examen de suficiencia. Mientras que entre los que poseían antecedentes nacionales figuraban Jorge Serafini, Aníbal Zaniratto y Omar Bonomo. De todos ellos, Hermoso, Cutini, Gil Bicella, Spinella, La Cortiglia, Bortot y Zaniratto alcanzaron a desarrollar posteriormente carreras como pilotos titulares.[5]

- En la edición de 1995 se dio una situación por la cual varios pilotos optaban por juntarse entre sí para compartir los costos del desarrollo de la competencia, por lo que varios de los habituales titulares fueron inscriptos como pilotos "invitados".[6] Aun así, se llevaron a cabo nuevos exámenes de suficiencia que no solamente permitieron el debut de pilotos invitados, sino también de toda una dupla, al aprobar los exámenes el tándem conformado por Juan Machado y Luis Zuffo. Junto a ellos, también tuvieron su debut los pilotos Armando Ciancaglini, Daniel Dopazo, Juan Botto, Daniel Biondo, Carlos Bustos y Ángel Tardivo. De todos ellos, Cinacaglini concretaría posteriormente su debut como piloto titular.[7]

- Por último, en la edición de 1996, se dio la particularidad del ingreso de una mujer como piloto invitada a esta competencia, al producirse el debut de Marisa Panagópulo, piloto argentina de destacada trayectoria en el ámbito nacional. Esta corredora fue invitada por el piloto José Alejandro Larroudé, con quien compartieron la conducción de un Dodge Cherokee.[8] Otra particularidad que se dio en esta competencia, fue el bautismo triunfal del piloto Patricio Di Palma, quien compitiendo como piloto invitado de Emilio Satriano, obtuvo de esa forma su primera victoria en la historia del TC.[9] Para esta competencia debutaron también Luis Belloso, Pablo Peón, Oscar Larrauri, Luis Soppelsa, José Luis Bessone, Hernán Bradás, José Scioli, Gustavo Der Ohanessian, Rogelio Mitri, Fabián Giustozzi y Daniel Muisse, este último, como piloto titular. De todos estos pilotos, Belloso, Larrauri y Giustozzi concretaron posteriormente competencias como pilotos titulares de TC.[10]

## Ganadores
| #    | N.º Id. | Ganadores                  | Ganadores            | Automóvil       | Vueltas | Tiempo      |
| #    | N.º Id. | Titular                    | Invitado             | Automóvil       | Vueltas | Tiempo      |
| ---- | ------- | -------------------------- | -------------------- | --------------- | ------- | ----------- |
| 1993 | 14      | Juan Antonio De Benedictis | Mariano Calamante II | Ford Falcon     | 48      | 1:33:22.062 |
| 1994 | 8       | Fabián Acuña               | Guillermo Ortelli    | Ford Falcon     | 63      | 2:01:46.159 |
| 1995 | 6       | Juan María Traverso        | Miguel Ángel Guerra  | Chevrolet Chevy | 64      | 1:58:08.359 |
| 1996 | 4       | Emilio Satriano            | Patricio Di Palma    | Chevrolet Chevy | 48      | 1:31:43.048 |